# Endosimbioza
Endosimbioza je tip sožitja, pri katerem določen organizem prebiva v telesu oz. telesni celici drugega, gostiteljskega organizma. Primeri tega so bakterije, ki vežejo dušik v koreninah metuljnic, proteobakterije v iglokožcih ter enocelične alge iz rodu Symbiodinium, ki bivajo v koralah na koralnih grebenih. Izraz izhaja iz grških besed starogrško ἔνδον: endon - znotraj in starogrško σύν: sýn - skupaj in starogrško βίωσις: bíosis - življenje.
Mnogo endosimbioz je obveznih (obligatnih), saj endosimbiont ali gostitelj ne more preživeti brez drugega organizma; taki primer so mnogoščetinci iz rodu Riftia, ki hranila dobivajo od endosimbiontskih bakterij. Nekateri človeški zajedavci, kot sta Wuchereria bancrofti in Mansonella perstans, bivajo v žuželkah kot vmesnih gostiteljih zaradi obvezne endosimbioze z bakterijami iz rodu Wolbachia.
V splošnem je sprejeto, da so se določeni organeli v evkariontskih celic, predvsem mitohondriji in plastidi, kot so kloroplasti, razvili iz bakterijskih endosimbiontov. T. i. endosimbiontsko teorijo je osnoval ruski botanik Konstatin Mereškovski na začetku 20. stoletja.